# Torneo de las Tres Naciones 2001
El Torneo de las Tres Naciones 2001 fue la sexta edición de la competencia anual hoy conocida como Rugby Championship.
Comenzó el 21 julio y finalizó el 1 de septiembre, participaron las tres potencias del hemisferio sur: Australia, Nueva Zelanda y Sudáfrica. Por segundo año consecutivo los Wallabies ganaron el torneo y obtuvieron su segundo título.

## Modo de disputa
El torneo se disputó con el sistema de todos contra todos a dos series, de ida y vuelta. Cada partido dura 80 minutos divididos en dos partes de 40 minutos.
Los cuatro participantes se agrupan en una tabla general teniendo en cuenta los resultados de los partidos mediante un sistema de puntuación, la cual se reparte:
- 4 puntos por victoria.
- 2 puntos por empate.
- 0 puntos por derrota.

También se otorga punto bonus, ofensivo y defensivo:
- El punto bonus ofensivo se obtiene al marcar cuatro (4) o más tries.
- El punto bonus defensivo se obtiene al perder por una diferencia de hasta siete (7) puntos.

## Equipos participantes
| Australia | Nueva Zelanda | Sudáfrica  |
| --------- | ------------- | ---------- |
| Wallabies | All Blacks    | Springboks |

## Tabla de posiciones
| Posición | Equipos       | Partidos | Partidos | Partidos | Partidos | Puntos  | Puntos    | Puntos     | Bonus | Bonus | Puntos |
| Posición | Equipos       | PJ       | PG       | PE       | PP       | A favor | En contra | Diferencia | OF    | DF    | Puntos |
| -------- | ------------- | -------- | -------- | -------- | -------- | ------- | --------- | ---------- | ----- | ----- | ------ |
| 1        | Australia     | 4        | 2        | 1        | 1        | 81      | 75        | +6         | 0     | 1     | 11     |
| 2        | Nueva Zelanda | 4        | 2        | 0        | 2        | 79      | 70        | +9         | 0     | 1     | 9      |
| 3        | Sudáfrica     | 4        | 1        | 1        | 2        | 52      | 67        | −15        | 0     | 0     | 6      |

|  |                                      |
|  | Campeón del Rugby Championship 2001. |

## Resultados
BO: Punto de bonificación ofensivo.
BD: Punto de bonificación defensivo.
Primera fecha
| 21 de julio de 2001, 15:00 (UTC+02) | Sudáfrica                | 3 – 12 | Nueva Zelanda     | Estadio Newlands, Ciudad del Cabo                       |                                                         |
|                                     | Penales Percy Montgomery |        | Penales Brown (4) | Asistencia: 50,000 espectadores Árbitro(s): Scott Young | Asistencia: 50,000 espectadores Árbitro(s): Scott Young |

Segunda fecha
| 28 de julio de 2001, 15:00 (UTC+02) | Sudáfrica                               | 20 – 15 BD | Australia                 | Estadio Loftus Versfeld, Pretoria                       |                                                         |
|                                     | Tries Skinstad Penales Van Straaten (5) |            | Penales Burke (4) Edmonds | Asistencia: 37,500 espectadores Árbitro(s): Dave McHugh | Asistencia: 37,500 espectadores Árbitro(s): Dave McHugh |

Tercera fecha
| 11 de agosto de 2001, 19:35 (UTC+12) | Nueva Zelanda                                         | 15 – 23 | Australia                                                        | Carisbrook, Dunedin                                      |                                                          |
|                                      | Tries Lomu Wilson Conversiones Mehrtens Penales Brown |         | Tries Burke Penalty try Conversiones Burke (2) Penales Burke (3) | Asistencia: 37,500 espectadores Árbitro(s): Steve Lander | Asistencia: 37,500 espectadores Árbitro(s): Steve Lander |

Cuarta fecha
| 18 de agosto de 2001, 18:00 (UTC+08) | Australia                    | 14 – 14 | Sudáfrica                              | Subiaco Oval, Perth                                     |                                                         |
|                                      | Tries Grey Penales Burke (3) |         | Tries Andrews Penales Van Straaten (3) | Asistencia: 42,650 espectadores Árbitro(s): Steve Walsh | Asistencia: 42,650 espectadores Árbitro(s): Steve Walsh |
| Primer empate en la competencia.     |                              |         |                                        |                                                         |                                                         |

Quinta fecha
| 25 de agosto de 2001, 19:35 (UTC+12) | Nueva Zelanda                                                            | 26 – 15 | Sudáfrica                | Eden Park, Auckland                                        |                                                            |
|                                      | Tries Alatini Penalty try Conversiones Mehrtens (2) Penales Mehrtens (4) |         | Penales Van Straaten (5) | Asistencia: 45,000 espectadores Árbitro(s): Peter Marshall | Asistencia: 45,000 espectadores Árbitro(s): Peter Marshall |

Sexta fecha
| 1 de septiembre de 2001, 20:00 (UTC+10) | Australia                                                             | 29 – 26 BD | Nueva Zelanda                                                        | Estadio ANZ, Sídney                                       |                                                           |
|                                         | Tries Kefu Latham Conversiones Burke Flatley Penales Burke (4) Walker |            | Tries Alatini Howlett Conversiones Mehrtens (2) Penales Mehrtens (4) | Asistencia: 90,978 espectadores Árbitro(s): Tappe Henning | Asistencia: 90,978 espectadores Árbitro(s): Tappe Henning |